# HD 5608
HD 5608 — двойная звезда в созвездии Андромеды на расстоянии приблизительно 190 световых лет (около 58,2 парсек) от Солнца. Видимая звёздная величина звезды — +5,98m.
Вокруг звезды обращается, как минимум, одна планета.
HD 5608 впервые в астрономической литературе упоминается в каталоге Генри Дрейпера, изданном в начале XX века.

## Характеристики
Первый компонент — оранжевая звезда спектрального класса K0IV, или K0III, или K0III-IV, или K0, или K1III. Масса — около 1,909 солнечной, радиус — около 5,137 солнечного, светимость — около 14,825 солнечной. Эффективная температура — около 4793 K.

## Планетная система
В 2012 году группой японских астрономов под руководством Сато (Bun'ei Sato) из обсерватории Окаяма было объявлено об открытии планеты HD 5608 b. Это газовый гигант, имеющий массу, равную 1,4 массы Юпитера. Планета обращается на расстоянии 1,9 а.е. от родительской звезды, совершая полный оборот за 792 суток. Открытие планеты было совершено методом доплеровской спектроскопии.
В 2019 году учёными, анализирующими данные проектов HIPPARCOS и Gaia, у звезды обнаружена планета HIP 4552 c.